# Само ми се спава
Само ми се спава је песма српског кантаутора Luke Black, објављена 2. фебруара 2023. године. Песма је представљала Србију на Песми Евровизије 2023, пошто је однела победу на Песми за Евровизију ’23, српском националном финалу за Песму Евровизије 2023.

## Позадина и композиција
У интервјуима, Лука је изјавио да је песма направљена у априлу 2020. године уз помоћ либанског пријатеља, Маџеда Кфоурија. Песму је одложио годинама, али је после победе Констракте на Песми за Евровизију ’22 са песмом In corpore sano помислио да може да пошаље Само ми се спава на такмичење.
Према његовим речима, песма описује његову изолацију од света. Током пандемије ковида 19, постајао је „веома одсечен од света”, те је само играо видео-игрице и гледао аниме у свом кревету током карантина.Такође је изјавио да „песма говори о томе да људи морају да се пробуде, јер се зло множи кад се на њега затварају очи.”
На његовом серверу на Discord-у са својим фановима, Лука је изјавио да у почетку Само ми се спава, пре него што је била послата за ПЗЕ 2023, није била о колективном буђењу, већ о жељи за "вечним сном", односно жељи да почини самоубиство и требала се звати Sleep Forever. "Била је баш мрачна, хтео сам да учиним тај осећај у ком желиш да се угасиш и да сви ти гласови, сви ти проблеми и да све те негативности у свету само нестану," рекао је Лука на свом Sleep4ever Discord серверу, "хтео сам да песма буде таква, све док се није десила пандемија и потом моје ментално здравље се побољшало, па је касније та песма била о колективном буђењу."
У вези компарације текста, једино се зна да је прва строфа иста и да је рефрен у оригиналној верзији песме је био скоро па идентичан садашњој верзији, али уместо "Желим заувек да спавам док свет гори" су други и четврти стих рефрена гласили "I just wanna sleep forever, this World's not for me" (енгл. Желим заувек да спавам, овај свет није за мене). Такође се у другом делу рефрена после друге строфе, поред садашње верзије, може слабо чути и оригинална верзија рефрена.

## Песма Евровизије 2023.

### Песма за Евровизију ’23
Песма за Евровизију ’23 је било друго издање Песме за Евровизију, такмичења којим се одлучује представник Србије на Песми Евровизије 2023. Такмичење се састојало од две полуфиналне вечери, које су се одржале 1. и 2. марта, као и финалне вечери 4. марта. У полуфиналима се такмичило по 16 песама, од којих је из сваког по 8 прошло у финале.
Само ми се спава је смештена у прво полуфинале под бројем 8. Пре самог такмичења, сматрано је да је ова песма фаворит за победу, те је победила на гласањима више сајтова фанова Песме Евровизије.
Прошао је у финале, а касније је откривено да је завршио на 6. месту у полуфиналу. У финалу је однео победу, освојио је друго место код гласања жирија и друго место код гласања публике. Представљаће Србију на Песми Евровизије 2023. у Ливерпулу.

### На Песми Евровизије
Према правилима Песме Евровизије, све државе осим домаћина и велике петорке морају да се такмиче у једном од полуфинала како би прошле у финале. 10 песама са највише поена из сваког полуфинала пролази у финале. Европска радиодифузна унија дели земље у шешире на основу гласачких савеза у прошлим издањима, тако да земље које често гласају једне за друге буду у истом шеширу. Отприлике пола сваког шешира се нађе у једном полуфиналу, а друга половина у другом. У јануару 2022, одлучено је да ће се Србија такмичити у првом полуфиналу. Песма се пласирала на 10. место у полуфиналу, а завршила на 24. месту у великом финалу са 30 поена.

## Пријем
Пре Песме за Евровизију ’23, песма је важила за фаворита за победу међу фановима Песме Евровизије. Констракта је изјавила да је Србија направила добар избор на Песми за Евровизију.

## Лествице
| Топ-листа (2023)                 | Највиша позиција |
| -------------------------------- | ---------------- |
| Хрватска (Billboard)             | 25               |
| Финска (Suomen virallinen lista) | 50               |
| Литванија (AGATA)                     | 22               |
| Уједињено Краљевство (OCC)          | 83               |